# Cantó de Grenoble-6
El cantó de Grenoble-6  és un cantó francès del departament de la Isèra, situat al districte de Grenoble. Compta amb part del municipi de Grenoble.

## Municipis
- Grenoble

## Història
| Data d'elecció                           | Identitat       | Partit | Qualitat |
| ---------------------------------------- | --------------- | ------ | -------- |
| 1985-1998                                | Annie Deschamps | PS     |          |
| 1998-                                    | Gisèle Perez    | PS     |          |
| les dades anteriors no són pas conegudes |                 |        |          |
|                                          |                 |        |          |

## Demografia
| 1962 | 1968 | 1975 | 1982 | 1990 | 1999   | 2007   |
| ---- | ---- | ---- | ---- | ---- | ------ | ------ |
| -    | -    | -    | -    | -    | 23.601 | 22.990 |